# Квиринг, Эммануил Ионович
Эммануи́л Ио́нович Кви́ринг (1 (13) сентября 1888, Фрезенталь, Новоузенский уезд, Самарская губерния, Российская империя — 26 ноября 1937, Москва, РСФСР) — советский государственный деятель. Представитель поволжских немцев. Доктор экономических наук (1934). Расстрелян в годы Большого террора, после смерти Сталина реабилитирован и посмертно восстановлен в партии.

## Биография
Родился в семье немецкого колониста, работавшего волостным писарем в деревне Фрезенталь. Окончил 5 классов школы. В 1906 году получил работу в Саратове в аптеке. Был одним из участников саратовской лиги содействия профдвижению. В 1912 году переехал в Петербург, поступил в Петербургский политехнический институт по коммерческому экономическому отделению.

### Революционная деятельность и Гражданская война
С декабря 1912 года стал большевиком. Был сотрудником «Правды», а в 1913—1914 годах — секретарём большевистской фракции в Думе. В 1914 году был выслан из Петербурга, жил в Екатеринославе.
Активный участник событий 1917 года. Один из организаторов борьбы за Советскую власть на Украине.
В 1917—1918 — председатель Екатеринославского комитета РСДРП(б), председатель Екатеринославского военно-революционного комитета, председатель Екатеринославского Совета. Затем на хозяйственной и партийной работе. Занимал должности Председателя ВСНХ Украинской ССР и заместителя начальника Политического отдела 12 армии, член Черниговского губернского революционного комитета.
На 1 съезде КП(б)У была принята его резолюция о создании Компартии Украины как составляющей РКП(б). (Николай Скрипник продавливал решение о создании Компартии Украины как отдельной от РКП(б).)
В октябре 1918 (избр. на 2 съезде КП(б)У) — марте 1919 секретарь ЦК КП(б) Украины, оставил пост под нажимом Пятакова на 3 съезде КП(б)У. Член Временного Рабоче-крестьянского Правительства Украины. Руководил разгромом контрреволюции на Украине. Был членом делегации по подписанию мирного договора с Польшей.

### Послевоенная деятельность

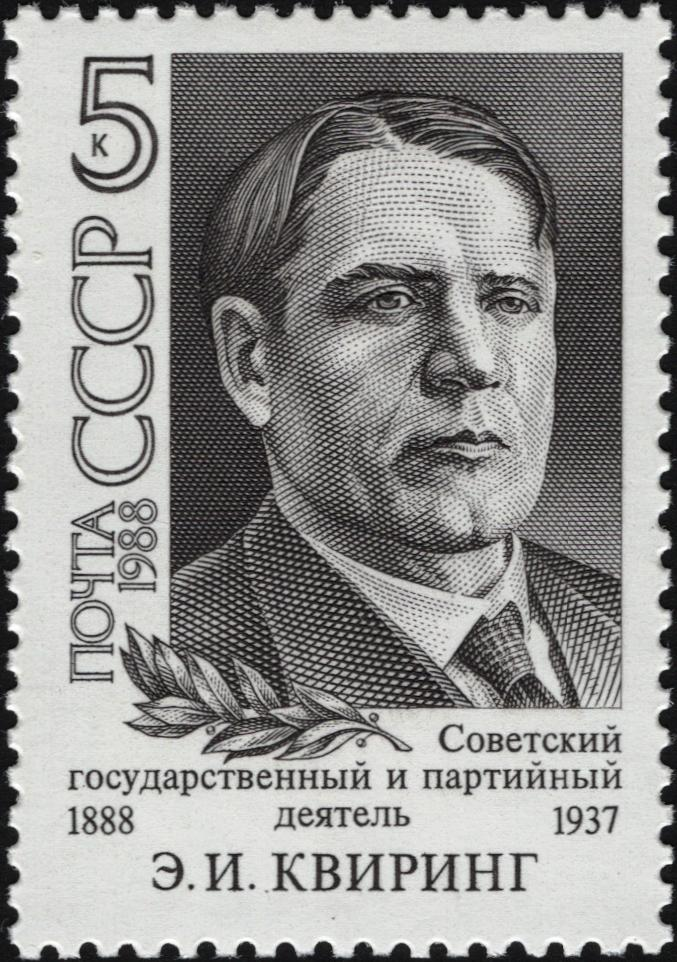
Почтовая марка СССР, 1988 год.

После Гражданской войны Квиринга отправили на хозяйственную, партийную и государственную работу. В 1923—1925 — первый секретарь ЦК КП(б) Украины (как отмечают, он «накануне 1 января 1925 г. издал постановление о завершении украинизации государственного аппарата и предприятий, в результате в апреле 1925 г. его заменили Л. М. Кагановичем»), затем на партработе в Ростове. В 1927—1931 — зам. председателя Госплана СССР, зам. наркома путей сообщения СССР.
С декабря 1932 по сентябрь 1934 года — председатель правления Московского народного банка в Лондоне.
26 января—10 февраля 1934 года делегат XVII съезда ВКП(б) с совещательным голосом.
В 1934—1937 — директор Экономического института Коммунистической Академии при ЦИК СССР. До ареста проживал по адресу: ул. Малая Бронная, д.36, кв.11.

### Суд и казнь
16 октября 1937 года арестован. 26 ноября 1937 года Военной коллегией Верховного Суда СССР осуждён к ВМН. Расстрелян 26 ноября 1937 года. Тело кремировано в Донском монастыре.
14 марта 1956 года реабилитирован Военной коллегией Верховного Суда СССР. 27 марта 1956 года комиссией партийного контроля при ЦК КПСС восстановлен в партии.

## Семья
- Брат Эрих и сестра Анна.
- Был женат три раза.
  - Первая жена — Евдокия Емельяновна Квиринг (Гуровая).
  - Вторая жена — Серафима Гопнер.
  - Третья жена — племянница С. И. Гопнер[6], Раиса Владимировна Сапиро (27.12.1937 приговорена ОСО при НКВД как ЧСИР к 8 годам ИТЛ, отбывала в Акмолинском ЛО, с 06.03.1943 в Астраханский ИТЛ)[7].
- Сын Александр
- Сын Виктор (1912—1988). Окончил Московский институт инженеров связи (1937), инженер проводной связи. В условиях «культа личности» был необоснованно репрессирован, до 1954 находился на спецпоселении в Челябинске. Затем работал в тресте «Уралмонтажавтоматика» в Свердловске до 1981: инженер, старший прораб, главный инженер, главный технолог. Отличник Минстроя РСФСР (1962), отличник Минмонтажспецстроя СССР (1971), награждён орденом «Знак Почёта» (1966).[источник не указан 707 дней]

## Награды
- Орден «Знак Почёта» (21 февраля 1936) — в связи с 15-летием организации Государственной Плановой Комиссии при Совете Народных Комиссаров Союза ССР и успешной её работой по планированию народного хозяйства.

## Память
Именем Э. И. Квиринга были названы:
- Артёмовский завод по обработке цветных металлов в городе Бахмуте Донецкой области.
- Улицы в Днепре и Донецке.